# Raytheon Company
La Raytheon Company è stata un'azienda statunitense del settore della difesa. Nel 2020 si è fusa con la United Technologies Corporation, dando vita alla Raytheon Technologies.

## Storia
Fondata nel 1922 come American Appliance Company , assunse il nome Raytheon nel 1959. L'ultima sede dell'azienda è stata a Waltham, Massachusetts. In precedenza fu basata a Lexington, sempre in Massachusetts.
Nel 1946 la Raytheon, grazie all'intuizione di Percy Spencer, brevettò il processo di cottura a microonde e nel 1947 realizzò il primo forno a microonde destinato alla commercializzazione, chiamato Radarange. Era alto 1,8 m, pesava 340 kg, aveva un sistema di raffreddamento ad acqua e produceva microonde con una potenza di 3 kW, che è da 2 a 4 volte la potenza dei forni domestici attuali.
La società otteneva, secondo dati 2007, il 90% delle entrate da contratti nel settore della difesa ed era il quarto appaltatore in questo settore per entità dei guadagni. Nel 2007 contava circa 72.000 impiegati.
La Raytheon era al 2008 il più importante produttore di missili guidati al mondo. In passato ha avuto una divisione impegnata nella produzione di velivoli civili, dopo aver acquisito nel 1980 la Beech, tra i cui prodotti si annoverano il bimotore King Air e il Bonanza, oltre all'addestratore T-6 Texan II. Nel 1993 al ramo è stata aggiunta la divisione jet commerciali della British Aerospace, ora BAE Systems, denominata Hawker.
Nel 2020 la Raytheon si è fusa con la United Technologies Corporation. La nuova azienda ha preso il nome di Raytheon Technologies.

## Struttura aziendale

### Businesses
Raytheon era composta da cinque principali divisioni di business:
- Integrated Defense Systems—Tewksbury, Massachusetts; Wes Kremer, Presidente
- Intelligence, Information and Services—Dulles, Virginia; Dave Wajsgras, Presidente
- Missile Systems—Tucson, Arizona; Taylor W. Lawrence, Presidente
- Space and Airborne Systems—McKinney, Texas; Rick Yuse, Presidente.[3]
- Forcepoint—Austin, Texas; CEO, Matt Moynahan.[4]

#### Aree strategiche di business
- Homeland Security
- Missile Defense
- Precision Engagement
- Intelligence, Surveillance, Reconnaissance (ISR)
- Process Improvement (Raytheon Lean6).

### Leadership
Il 31 marzo 2014 Thomas Kennedy fu nominato CEO & Global Head of Quality Assurance. Kennedy ha preso il posto di William H. Swansom, che ha occupato il ruolo di CEO dal 2003. Swanson rimase come Presidente del consiglio di amministrazione. Gli altri membri del board erano: Vernon Clark, James E. Cartwright, John Deutch, Stephen J. Hadley, George R. Oliver, Frederic Poses, Michael Ruettgers, Ronald Skates, William Spivey e Linda Stuntz.

### Internazionale
Oltre alle sue strutture interne degli Stati Uniti, Raytheon aveva uffici in paesi in tutto il mondo, tra cui Australia, Belgio, Brasile, Canada, Cile, Cina, Repubblica Ceca, Egitto, Francia, Germania, Grecia, India, Italia, Giappone, Kuwait, Malaysia, Isole Marshall, Nuova Zelanda, Norvegia, Repubblica di Corea, Singapore, Arabia Saudita, Spagna, Svezia, Taiwan, Thailandia, Turchia, Emirati Arabi Uniti e Regno Unito.

### Azionisti
Al dicembre 2014, secondo i rapporti depositati, i primi dieci azionisti istituzionali di Raytheon erano: Wellington Management Company, Vanguard Group, State Street Corporation, Barrow, Hanley, Mewhinney & Strauss, BlackRock Institutional Trust Company, BlackRock Advisors, Bank of America, Bank of New York Mellon, Deutsche Bank e Macquarie Group.

## Prodotti e servizi

### Missili

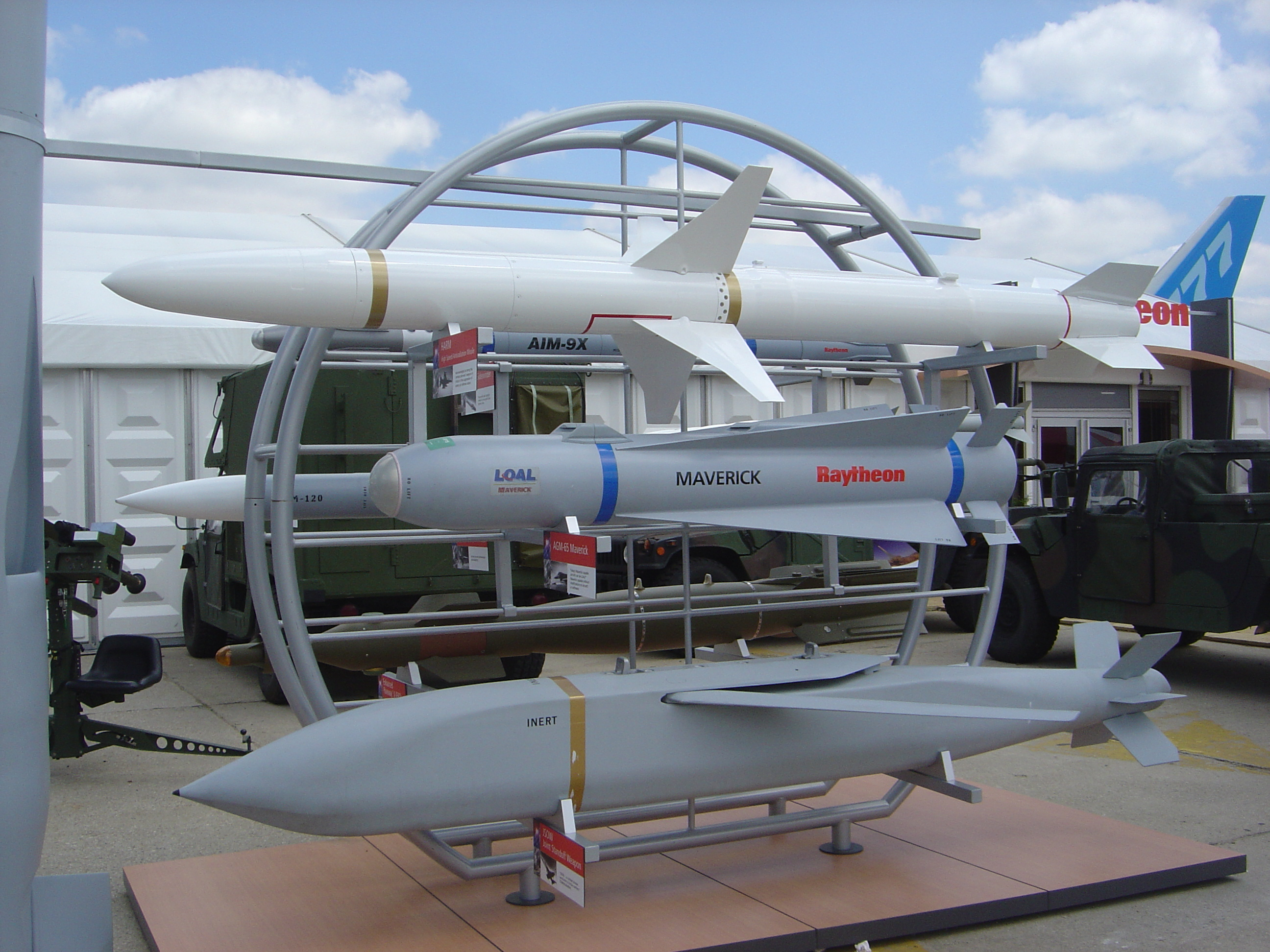
Missili della Raytheon in mostra al Paris Air Show, 2005

La Raytheon annoverava tra i suoi missili:
- AGM-65 Maverick
- AGM-88 HARM
- AGM-129 ACM (Advanced Cruise Missile)
- AGM-154 Joint Standoff Weapon
- AIM-7 Sparrow
- AIM-9 Sidewinder
- AIM-120 AMRAAM
- BGM-109 Tomahawk
- Raytheon MIM-23 Hawk
- MIM-104 Patriot
- RIM-7 Sea Sparrow
- RIM-162 ESSM

### Radar e sensori

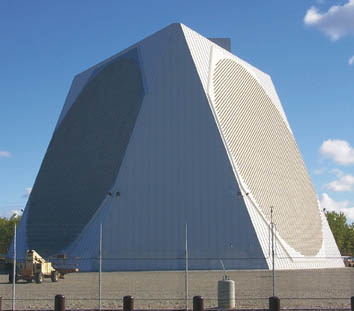
Un sistema PAVE PAWS Early Warning Radar System costruito dalla Raytheon, basato alla Clear AFS, Alaska

Raytheon sviluppava e costruiva anche radar (compresi AESAs), sensori elettro-ottici ed altri sistemi elettronici avanzati per applicazioni militari aeree, navali e terrestri.
Tra questi:
- APG-63/APG-70 radar per il caccia F-15 Eagle
- APG-65/APG-73/APG-79 radar per il caccia F/A-18 Hornet
- APG-77 radar per il caccia F-22 Raptor (sviluppato congiuntamente con la Northrop Grumman )
- ALE-50 decoy (inganno) trainato
- ricevitori di allarme radar ALR-67(V)3 ed ALR-69A *AN/APQ-181 (AESA upgrade attualmente in sviluppo), per il bombardiere B-2 Spirit
- Integrated Sensor Suite (ISS) per l'UAV RQ-4 Global Hawk
- ASQ-228 ATFLIR (Advanced Targeting Forward-Looking Infrared) pod
- TPQ-36/TPQ-37 Firefinder e MPQ-64 Sentinel, radar mobile per campi di battaglia
- SLQ-32 sistema navalizzato EW
- Grandi radar fissi in situ come i PAVE PAWS, BMEWS, ed il Radar in banda X (XBR)

della Missile Defense Agency
- High-speed Anti-Radiation Missile Targeting System per gli F-16CJ Block 50/52.